# منطقه غیرنظامی
منطقه غیرنظامی (به انگلیسی: Demilitarized zone) منطقه‌ای است که در آن  بر اساس معاهدات یا موافقت‌نامه‌های میان ملت‌ها قدرت‌های نظامی یا گروه‌ها ایجاد و نگه‌داری تاسیسات نظامی، فعالیت یا حضور پرسنل نظامی در آن ممنوع است.